# Conus algoensis
Conus algoensis is een in zee levende slakkensoort uit het geslacht Conus. De slak behoort tot de familie Conidae. Conus algoensis werd in 1834 beschreven door G.B. Sowerby II.Twee ondersoorten worden erkend door World Register of Marine Species: Conus algoensis algoensis en Conus algoensis simplex Net zoals alle soorten binnen het geslacht Conus zijn deze slakken roofzuchtig en giftig. Zij bezitten een harpoenachtige structuur waarmee ze hun prooi kunnen steken en verlammen.